# Premnoplex
Premnoplex – rodzaj ptaków z rodziny garncarzowatych (Furnariidae).

## Występowanie
Rodzaj obejmuje gatunki występujące w Ameryce Południowej i Centralnej.

## Morfologia
Długość ciała 13–15 cm, masa ciała 14–19 g.

## Systematyka

### Nazewnictwo
Nazwa rodzajowa jest połączeniem słów z języka greckiego: πρεμνον premnon oznaczające „pień drzewa” oraz πλησσω plesso oznaczające „uderzać”.

### Gatunek typowy
Margaromis brunnescens „Lawr.” = Sclater

### Podział systematyczny
Do rodzaju należą następujące gatunki:
- Premnoplex brunnescens (P.L. Sclater, 1856) – perłowiec brunatny
- Premnoplex tatei Chapman, 1925 – perłowiec białogardły